# Есфирь Прекрасная: Царица-защитница
«Есфирь Прекрасная: Царица-защитница» (англ. Esther) — американо-итальянско-немецкий телевизионный фильм 1999 года, основанный на книге Эсфирь.

## Сюжет
Гадасса
, красивая еврейская девушка, живет со своим кузеном и опекуном Мардохеем в Сузах, столице Персии. После того как царь Артаксеркс I свергает царицу Астинь за ее отказ подчиняться ему, ему советуют выбрать новую царицу. Затем стражники обыскивают все королевство в поисках достойных кандидатов, силой забирая их из домов во дворец. Мардохей пытается спрятать Гадассу, но ее схватывают стражники. Для своей защиты и по настоянию Мардохея Гадасса меняет имя на Эсфирь, что означает «скрытая». Эсфирь и остальных молодых женщин отводят в первый гарем, где их отдают под опеку Гигая, царского евнуха и главного хранителя гарема. Тем временем к власти и благосклонности царя приходит Аман, еще один царский советник. Мемухан, доверенный камергер царя, опасается амбиций Амана. Мардохей также становится врагом Амана из-за того, что Мордехай отказывается поклониться Аману, как это делают другие. Аман замышляет отомстить Мордехаю.
После периода очищения настало время Эсфирь и другим женщинам явиться царю на одну ночь каждая. Проведя ночь с Эсфирь, король влюбляется в нее и коронует ее царицей. Некоторое время спустя Мардохей подслушивает заговор двух царских стражников, Бигфана и Фереша, против царя, и сообщает об этом Эсфирь. Эсфирь раскрывает заговор царю, и мужчин приговаривают к смертной казни.
Умирает царский камергер Мемухан, и царь Артаксеркс оплакивает свою утрату. Эсфирь просит, чтобы ее приняли, но царь не обращает внимания. Приходит Аман и велит царю снова править, но царь снова не обращает внимания. Эсфирь уходит и считает, что потеряла благосклонность царя. Затем царь назначает Амана лордом-камергером. На следующий день Эсфирь вызывает Гигая в свои покои и спрашивает его, что ей следует сделать, чтобы вернуть себе расположение царя. Гигай отвечает, что ей нужно набраться терпения. Тем временем Мардохей в очередной раз отказывается поклониться Аману. Жена Амана Зереш, семья и слуги говорят ему, что Мардохей не уважает его. Это еще больше разозлило Амана, и они предложили ему построить виселицу высотой в 50 локтей, чтобы повесить на ней Мардохея. Затем Аман идет к царю и говорит ему, что определенная раса людей желает свергнуть царя. Обеспокоенный царь дает Аману свой перстень с печаткой, который дает ему право издать закон, который даже царь не может изменить. Аман посылает во все провинции указ, согласно которому они должны убить всех евреев в пределах своих границ. Услышав этот указ, Мардохей одевается во вретище и пеплом и скорбит за воротами дворца несколько дней и ночей. Услышав это, Эсфирь приказывает своему слуге Хатаху дать Мардохею одежду. Мардохей отказывается от них и передает письмо с указом Эстер, говоря, чтобы Эсфирь обратилась к царю с прошением, хотя приходить к царю без вызова запрещено. Эсфирь напоминают, что если царь протянет свой золотой скипетр, ее жизнь будет сохранена. Эсфирь велит Мардохею собрать всех евреев и поститься от ее имени три дня. Через три дня она одевается в королевское одеяние и предстает перед королем. Король протягивает свой скипетр, просит ее прошения и обещает ей, что оно будет удовлетворено. Эсфирь приглашает Амана и царя присутствовать на пире, который она приготовила в своих покоях. На банкете царь вновь обращается к Эсфирь с ее прошением и просьбой. Эсфирь обещает царю, что передаст ему свою просьбу, если они снова вернутся на пир на следующий день.
Той ночью царь Артаксеркс просыпается после кошмара и, не в силах заснуть, просит царских евнухов прочитать летопись. Они обнаруживают, что Мардохей так и не был вознагражден за раскрытие заговора Бигфана и Фереша. Аман приходит просить разрешения на виселицу, но царь спрашивает, что делать с человеком, которого царь желает почтить. Аман считает, что это относится к самому себе, и описывает богато украшенный церемониальный парад по городу. Затем ему велят сделать это в честь Мардохея. Церемония завершена, и Аман возвращается в свой дом в стыде и гневе.
На втором банкете Эсфирь царь еще раз спрашивает, чего она желает, и она просит его сохранить ее жизнь и жизни ее народа. Царь спрашивает ее, кто осмелится поднять на нее руку, и она раскрывает заговоры Амана, в том числе заговор с целью убить ее собственного двоюродного брата Мардохея. Разгневанный царь приказывает своим стражникам повесить Амана на его собственной виселице. Царь назначает Мордехая своим новым господином-камергером. Эсфирь просит царя отменить закон, изданный Аманом, но, поскольку отменить закон, изданный царем, невозможно, он говорит ей, что она должна найти другое решение. С помощью Мардохея она просит царя издать закон, согласно которому в течение одного дня евреи смогут защищаться от всех, кто их преследует, и царь удовлетворяет ее просьбу. После окончания боевых действий Эсфирь издает закон, согласно которому евреи должны отмечать день, изменивший их судьбу, - празднование Пурима.

## В ролях
- Луиза Ломбард — Гаддаса
- Ф. Мюррей Абрахам — Мардохей
- Томас Кречман — Артаксеркс I
- Юрген Прохнов — Аман